# Lannéanou
Lannéanou (tiếng Breton: Lanneanoù) là một xã của tỉnh Finistère, thuộc vùng Bretagne, miền tây bắc Pháp.

## Dân số
Người dân ở Lannéanou được gọi là Lannécois.